# Lilla Nyteboda naturreservat
Lilla Nyteboda är ett naturreservat i Olofströms kommun i Blekinge län.
Reservatet är skyddat sedan 2007 och omfattar 14 hektar. Det är beläget alldeles norr om Nytebodaviken vid nordöstra änden av sjön Immeln. Nytebodaån utgör reservatets västra gräns och även länsgräns mot Skåne.

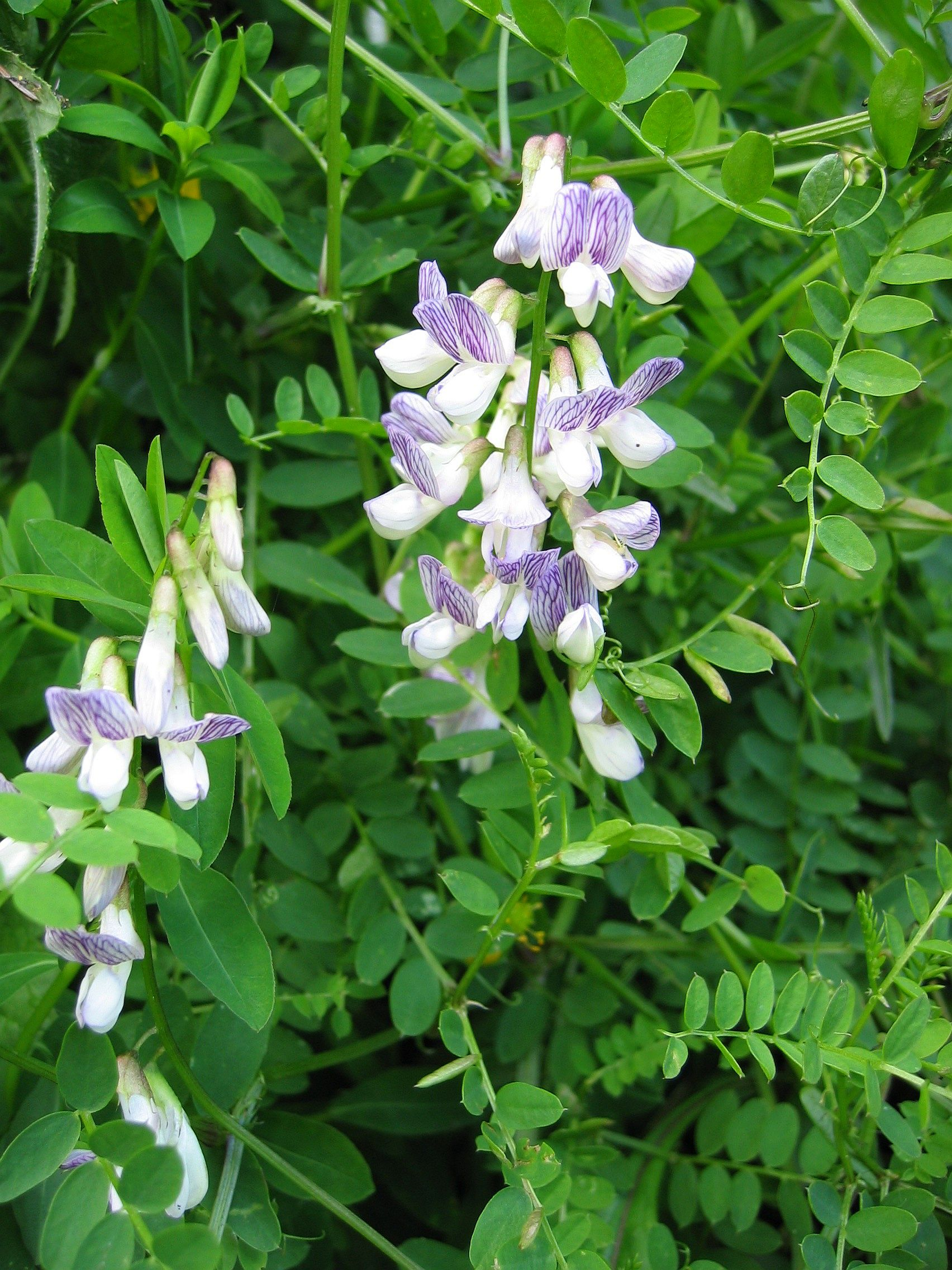
Skogsvicker

Landskapet i området varierar mycket. Nära ån som ibland översvämmas finns sumpskog. Öppna marker finns där marken tidigare varit uppodlad. Andra områden är blockrika, kuperade bitvis lövskogsbevuxna. Det förekommer rikligt med liggande döda träd som är viktiga livsmiljöer för lavar, mossor, svampar och insekter.
Området hyser ett flertal signalarter, rödlistade och andra skyddsvärda arter.
I den östra delen passerar Skåneleden längs en mindre grusväg.